# モズライト・ギター
モズライト・ギター (Mosriteguitar) は、アメリカのギター製造メーカーモズライトにより製作された、複数のラインナップから構成される、斬新なデザインとパワフルなサウンドで知られるエレクトリックギターのシリーズ。フラグシップ機としてベンチャーズモデル（後のマークI）が有名である。

## 概要
表面的には、フィレット加工された薄いボディ、ナットと第一フレットの間にゼロ・フレットが加えられ、細いネック、低いフレット、上から下にかけてブリッジ側にスラントしたピックアップ、社名の頭文字「M」を模したジグザグのヘッドストックなどが特徴である。
電気的には非常にパワフルな出力のピックアップが特徴とされる。
モズライト・ギターをよく使用するミュージシャンでは、ベンチャーズ、ジョー・メフィス、ジョニー・ラモーン、オルタナティヴ・ロックの代表的なバンド、ニルヴァーナのギタリストであるカート・コバーン、そして寺内タケシ、加山雄三などが有名である。
日本ではベンチャーズによってエレキギターのブームが波及、先述の寺内、加山などが愛用したことで日本でのモズライトギターの人気に拍車をかけ、「モズライトに非ずはギターに非ず」とまで呼ばれたほどで、現在でもエレキインストにおいては絶大な人気を誇っている。また、現在ベンチャーズが使用するARIAブランドのベンチャーズモデルにはモズライトの特徴が数多く施されている。
なお日本における直近のモズライト商標に関する継承者は、亡くなったモズライト創設者の一人で、モズライトギターを考案したセミー・モズレイの未亡人ロレッタ・モズレイである、と東京地方裁判所は述べた。これまで排他的にモズライト商標を行使できると目されていた株式会社フィルモア（東京都武蔵野市）は、1審では完全に敗訴した形になっており、今後の展開が注目される。